# Mara Scagni
Mara Enrica Scagni (Alessandria, 15 luglio 1955) è una politica italiana, sindaca di Alessandria dal 2002 al 2007.

## Biografia
Laureata in lingue e letterature straniere, è funzionaria presso la Cassa di Risparmio di Alessandria.
Nel 1987 si iscrive al Partito Comunista Italiano, segue poi l'evoluzione del Partito passando prima nel PDS, poi nei DS e nel Partito Democratico.
Nel 1995 viene eletta nel Consiglio provinciale di Alessandria, fino al 1997 è capogruppo del suo partito, poi in quell'anno è nominata assessore. Rieletta nel 1999 è nuovamente scelta come assessore provinciale alla Pubblica Istruzione e allo Sport.
Al ballottaggio del 9 e 10 giugno 2002 è eletta sindaco di Alessandria con il 53,9 % dei voti.
Il 6 giugno 2005 nei pressi di Bologna è rimasta coinvolta in un incidente motociclistico mentre, a bordo di un mezzo della Polizia Municipale, si stava recando nel capoluogo emiliano per prendere parte a un incontro con Romano Prodi. Nella caduta ha riportato un trauma toracico e numerose fratture.
Riabilitatasi, si è ricandidata alla carica di sindaco di Alessandria per le elezioni comunali del 2007, perdendo però contro l'avversario Piercarlo Fabbio.
Nel 2012 annuncia la sua fuoriuscita dal Partito Democratico.
Si candida nuovamente a primo cittadino alle elezioni amministrative del 6-7 maggio 2012, sostenuta dalla lista civica "Mara Scagni sindaco". Ottiene però appena il 2,13% dei consensi, non qualificandosi così per il ballottaggio, che vedrà scontrarsi Piercarlo Fabbio, per il PdL, e la candidata del centro-sinistra Maria Rita Rossa, eletta sindaco. Mara Scagni ha preferito lasciare libertà di coscienza ai suoi elettori, pur dichiarando l'intenzione di votare per Rita Rossa.
Dall'inizio del 2021 diventa segretaria regionale del Piemonte per Cittadinanzattiva, organizzazione no-profit che si occupa dei diritti dei cittadini.